# Gulnande blodkremla
Gulnande blodkremla (Russula luteotacta) är en svampart som beskrevs av Rea 1922. Gulnande blodkremla ingår i släktet kremlor och familjen kremlor och riskor.  Arten är reproducerande i Sverige. Inga underarter finns listade i Catalogue of Life.